# افلترایش
افلترایش (به آلمانی: Effeltrich) یک شهر در آلمان است که در Forchheim واقع شده‌است. افلترایش ۲٬۷۱۶ نفر جمعیت دارد.